# Центр тактичної медицини «Схід» імені Мухіна Єфрема Йосиповича
Центр тактичної медицини «Схід» імені Мухіна Єфрема Йосиповича — українська громадська організація, що займається підготовкою з тактичної медицини, домедичної допомоги та кризового реагування для військових, цивільного населення, правоохоронних органів, ДСНС та освітніх установ.

## Діяльність
Центр проводить:
- навчання військових у Харківській області за стандартами TCCC в умовах, наближених до бойових;[1]
- навчання цивільних за протоколом НАТО TCCC ASM у Львівській політехніці;[2]
- підготовку інструкторів з тактичної медицини, зокрема у співпраці з сервісними центрами МВС у Волинській області;[3]
- тренінги для поліції, ДСНС та освітян у партнерстві з Харківською ОДА;[4]
- навчання волонтерів і цивільних у рамках добробатівських ініціатив;[5]
- участь у створенні та впровадженні навчальних програм і стандартів домедичної допомоги.[6]

## Інституційна співпраця
У період 2022–2025 років Центр: 
• підписав меморандуми про співпрацю з державними органами (ДСНС, поліція, освітні заклади); 
• навчив особовий склад патрульної поліції Харківської області, всі райвідділи, підрозділи ДСНС; 
• здійснив підготовку викладачів в університетах: Каразінський університет, ХАІ, педагогічний університет, Університет міського господарства, академія внутрішніх справ, юридична академія; 
• співпрацював із Центром підготовки до національного спротиву, інститутами післядипломної освіти, Криворізькою академією патрульної поліції; 
• підтримує філії в Харкові, Києві, Дніпрі, Луцьку, Кривому Розі. 

## Гуманітарна та евакуаційна діяльність
Центр став одним із перших в Україні, хто створив професійну групу швидкого реагування. У перші пів року повномасштабного вторгнення команда здійснювала щоденні евакуації з прифронтових територій. Згодом було розроблено та впроваджено стандартизовану інструкцію взаємодії ГШР із ДСНС, поліцією та волонтерами. 

## Матеріально-технічна підтримка
Центр забезпечив: 
• понад 2000 аптечок для військових та волонтерів; 
• понад 100 рюкзаків бойових медиків; 
• мобільні шпиталі, операційні, стабілізаційні пункти; 
• обладнання для шпиталів, стабілізаційних центрів та підрозділів ЗСУ; 
• ремонт і оснащення спеціалізованих автівок. 
Партнери: Smart Medical, Nova Ukraine, PolandHelp (Єжи Ручицький), КГЦ, Разом for Ukraine, благодійники та волонтери з-за кордону

## Керівництво
• Ткалич Володимир Володимирович — засновник і керівник Центру. 
• Данильченко Віталій Іванович — співзасновник, координатор регіонального напрямку. 
• Малиш Олександр Олексійович - учасник заснування та розгортання Центру.

## Місія
Забезпечити професійну підготовку військових, цивільних і структур безпеки для підвищення рівня виживання в умовах війни, надзвичайних ситуацій і щоденних загроз. Розвивати національну культуру безпеки, поширювати знання про домедичну допомогу, змінювати суспільне ставлення до порятунку життя.

## Співпраця та проєкти
У 2023 році Центр підписав меморандум про співпрацю з Каразінським університетом. Угода передбачає спільну підготовку фахівців у сфері тактичної медицини та домедичної допомоги, розвиток науково-освітньої діяльності та реалізацію спільних ініціатив.
«Робота Центру наближає кожного до розуміння важливості вмінь надавати допомогу в екстремальних умовах — це рятує життя на фронті й у цивільному житті», — зазначено у повідомленні університету.
У листопаді 2024 року Центр підписав меморандум із Головним управлінням ДПС у Харківській області про взаємодію та співпрацю в сфері підготовки населення до кризових ситуацій.
Центр регулярно проводить навчання в умовах, наближених до бойових (Суспільне. Харків). Паралельно реалізуються освітні ініціативи на місцевому рівні — зокрема, навчання працівників територіальних громад за підтримки місцевої влади (Верховинська РДА).
Організація активно співпрацює з державними структурами, міжнародними партнерами та волонтерськими об’єднаннями для поширення знань з тактичної медицини  та домедичної допомоги в Україні.

## Міжнародна присутність
Інструкторів Центру регулярно запрошують до інших країн для проведення навчань, однак основна діяльність зосереджена в Україні. Центр бере участь у розробці національних протоколів, навчальних програм та співпрацює з робочими групами при Офісі Президента України.

## Медіа та суспільне визнання
Центр тактичної медицини «Схід» широко представлений у медіапросторі. Його діяльність висвітлюється у всеукраїнських та регіональних ЗМІ:
• Ukr.net — у лютому 2024 року Центр провів навчання для волонтерів, студентів та служб ДСНС.
• Paramonovfund.com.ua — спільний тренінг з фондом Дениса Парамонова.
• Univd.edu.ua — тренінг для колективу Університету внутрішніх справ.
• Суспільне. Харків — фоторепортаж про діяльність Центру в умовах війни.
• RedPost — публікація про навчання волонтерів у Харкові.